# Ridderspore
Ridderspore (Delphinium) er en slægt i Ranunkel-familien. Planterne er flerårige urter, og frugten består af en samling bælgkapsler, i modsætning til sin nære slægtning kornriddespore, som er etårig, og hvis frugt kun har en enkelt bælgkapsel. Af denne grund har kornridderspore skiftet navn til Consolida.
Begge slægter har blomster i klynger med fem kronblade, og bagudrettet spore. Begge planter dyrkes meget i haver.
Selvom stauderiddersporer (Delphinium) har en vid udbredelse, vokser ingen arter af slægten vildt i Danmark, eller Nordvesteuropa. Tidligere sås kornridderspore som ukrudt i kornmarker, men er nu næsten forsvunden.

## Eksternt link
Om kornridderspore i Fugle og natur
| Botanik | Spire Denne botanikartikel er en spire som bør udbygges. Du er velkommen til at hjælpe Wikipedia ved at udvide den. |